# Васил Димитров (диригент)
 Тази статия е за български диригент и бизнесмен.  За изпълнителен директор на „Кантус Фирмус“ АД вижте Васил Димитров Димитров).  
Васил Димитров Димитров е български диригент и бизнесмен – изпълнителен директор на „Кантус Фирмус“ АД и Изпълнителен директор на „ФРЕШ РАДИО ГРУП“ ЕООД.

## Биография
Васил Димитров Димитров е български диригент и бизнесмен – изпълнителен директор на „Кантус Фирмус“ АД и Изпълнителен директор на „ФРЕШ РАДИО ГРУП“ ЕООД.
Роден е на 20 февруари 1965 година в София.

### Ранни години
Като ученик Васил Димитров се изявява като диригент на оркестъра на музикалното училище в София, с концерти в страната и чужбина, сред които фестивал Маджо музикале (1981 г.) във Флоренция и година по-късно в Париж (1982 г.).
По време на първата и втората асамблея „Знаме на мира“ в София, Васил Димитров, тогава 14 годишен, дирижира концерти със солист цигуларя Васко Василев – тогава 8 годишен. Имат издадена дългосвиреща грамофонна плоча от Балкантон, от същото време.
Като организатор на фестивала „София Джаз Пик“ Васил Димитров има рядката възможност да свири на една сцена заедно със световния джаз музикант Джордж Бенсън и да общува с джаз музиканти от ранга на Ал Жиаро, Маркъс Милър, Пати Оустин, Ранди Брекър, Мишел Льогран, групите: Инкогнито, Левъл 42, Кул енд дъ Генг, Ърт уинд енд файър експириънс и др.

### Образование
Средно образование: Музикално училище в София – 1983 г.
Висше образование: Магистър Държавна музикална академия – София – 1991 г.
Васил Димитров има следните специалности: оперно симфоничен диригент; хоров диригент; изпълнител на ударни инструменти;
магистър – Бизнес администрация; Стопанско управление – Международно висше бизнес училище гр. Ботевград.
Следдипломните му квалификации са:
1988 г. – Оперно – симфонично дирижиране при проф. Карл Остерайхер от Австрия;
1997 г. – Washington D.C. – The Voice of America – Радио мениджмънт;
1997 г.– Washington D.C., New Orleans – Развитие на асоциация на радио и телевизионни оператори;
1998 г.– Радио мениджмънт Deutsche Welle и Център за развитие на медиите – София;
2004 г.– Арт Мениджмънт Unated States Departament of State Washington D.C.

### Кариера
1992 – 1993 г.– Диригент – Държавен Музикален театър „Стефан Македонски“;
1992 – 1994 г.– Директор на отдел Медии в Рекламна Агенция – Крес;
От 1994 г.– Създател и Изпълнителен директор на радио Класик ФМ;
От 2001 г.– Създател и Изпълнителен директор на радио Jazz FM;
От 2003 г. – 2017 г. Изпълнителен Директор на Радиокомпания „Си Джей“ ООД, част от bTV Медия груп и притежава радиата Classic FM, Jazz FM, Njoy, Z-Rock и Melody, bTV радио;
2002 г. създател на оркестъра на Classic FM Radio, който става един от най-успешните български симфонични оркестри с концертните си цикли: „Концертмайсторите“, „Музиката на Америка“ и др. Оркестърът на Classic FM Radio е свирил с имена като: Пинкас Цукерман, Шломо Минц, Джошуа Бел, Мидори, Найджъл Кенеди, Ванеса Мей, Максим Венгеров, Генадий Рождественский, Анна Томова Синтова и др.;
От 2003 г. – Изпълнителен директор на „Кантус Фирмус“АД – организатор на „Европейски музикален фестивал“, фестивала „Sofia Jazz Peak“ концертите на оркестъра на Classic FM Radio.
2005 г. Учредител на международния конкурс за диригенти „Генадий Рожденственский’.;
2017 г. – Изпълнителен директор на „Оберон Радио Макс“ ЕООД, преименувано на „ФРЕШ РАДИО ГРУП“ ЕООД и управлява радиостанциите: FM+, Радио FRESH!, Melody, Z-Rock.

### Обществена дейност
1997 г. – Съосновател на (ABBRO) Асоциация на българските радио и телевизионни оператори. Член на УС до 2003 г.;
1998 –2003 г. – Член на УС на Център за развитие на медиите;
От 1998 г.– член на УС на Българска медийна коалиция;
1996 г.– Съосновател на наградите за принос към българската култура – „Златно перо“;
1997 г. – Съосновател на наградите за музика и танц „Кристална лира“;
От 2001 г. – Създател и президент на „Европейски музикален фестивал“;
2002 – 2003 г. – Председател на УС на Българска медийна коалиция;
2003 –2004 г.-член на съветническия борд на Швейцарската културна програма Pro Helvetia;
От 2003 г.– Създател и Президент на Sofia Jazz Peak;
От 2005 г.– Учредител на Асоциация на Арт Мениджърите в България;
От 2012 г. – Съучредител и председател на УС на Българска фестивална асоциация.